# جاستین (کالیفرنیا)
جاستین (به انگلیسی: Gustine) شهری در شهرستان مرسد ایالت کالیفرنیا است که در سرشماری سال ۲۰۱۰ میلادی، ۵۵۲۰ نفر جمعیت داشته است.